# Xikang

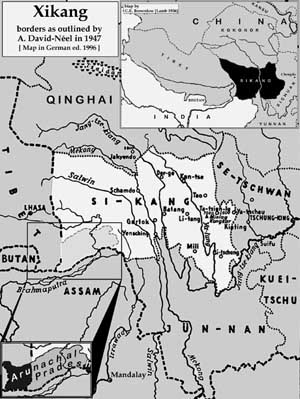
Ausdehnung der ehem. Provinz Xikang

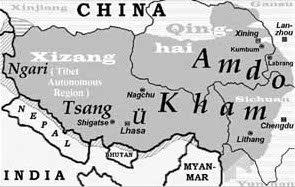
Lage der Region Kham

Die chinesische Provinz Xikang (chinesisch 西康省, Pinyin Xīkāng Shěng, Tongyong Pinyin Sikang, W.-G. Hsi-k'ang – „Provinz West-Kham“) im Westen des Landes bzw. im östlichen Tibet bestand als Sonderverwaltungszone von 1905 bis 1927 und danach als reguläre Provinz bis 1955.

## Geschichte
Gängiger westlicher Auffassung nach teilte die Volksrepublik China das osttibetische Kham auf verschiedene Provinzen auf. In der Tat ist jedoch das Gegenteil der Fall, da sich entsprechende Verwaltungsgliederungen auf der Grundlage der politischen Zersplitterung Khams bereits in der späten Kaiserzeit Chinas (Qing-Dynastie 1644–1911) herausgebildet hatten. Unter dem Namen Xikang wurde ein Großteil der osttibetischen Region Kham (tib. ཁམས་ Wylie khams; chin. 康, Pinyin kāng) in der Zeit der Republik China (1912–1949) zu einer eigenständigen Provinz, die jedoch mehr auf dem Papier als in der Realität bestand. Während sich Kham insgesamt über den Osten des heutigen Autonomen Gebiets Tibet (AGT, in den Regierungsbezirken Nagqu und Nyingchi sowie der Stadt Qamdo), den Süden der Provinz Qinghai (Autonomer Bezirk Yushu der Tibeter), den Westen der Provinz Sichuan (Autonomer Bezirk Garzê der Tibeter und Autonomer Bezirk Ngawa der Tibeter und Qiang) und den Nordwesten der Provinz Yunnan (Autonomer Bezirk Dêqên der Tibeter) erstreckt, umschloss Xikang nur jene Teile Khams, die heute zum AGT und zu Sichuan zählen. 
Dies geht zurück auf die Phase nach dem Einmarsch der britischen Younghusband-Expedition, deren Feldzug bis Lhasa und sogar zur vorübergehenden Einnahme der tibetischen Hauptstadt durch die Briten und die Flucht des 13. Dalai Lamas Thubten Gyatso in die Mongolei und nach China führte. 1904 erreichte das britische Expeditionskorps unter dem Befehl von Francis Younghusband die Stadt Lhasa, nachdem es in mehreren blutigen Schlachten die waffentechnisch weit unterlegenen tibetischen Truppen vernichtet hatte. Dort wurde den Tibetern ein Handelsvertrag und ein britischer Stützpunkt in Lhasa aufgezwungen. Darauffolgende Verhandlungen bekräftigten vertraglich die nominelle Oberhoheit Chinas über Tibet, zwangen die Tibeter zur Öffnung von Handelsposten und Abtretung von Gebieten im östlichen Himalaya-Raum (siehe Arunachal Pradesh). 
Diese Vorkommnisse brachten die Machthaber der zu Ende gehenden kaiserlichen Qing-Dynastie (1644–1911) zur Überzeugung, dass Tibet stärker in den chinesischen Macht- und Verwaltungsapparat integriert werden müsste. In der Folge wurde der chinesische General Zhao Erfeng (alte Schreibweise Chao Erh-feng) 1905 mit großen Vollmachten ausgestattet und zur militärischen Intervention in Tibet ermächtigt. Seine Feldzüge hinterließen eine blutige Spur, was ihm den Spitznamen "Zhao der Schlächter" einbrachte. Da der Dalai Lama diesmal nach Britisch-Indien geflohen war und der in Samzhubzê residierende chinafreundliche Panchen Lama als Vorsitzender der Lhasa-Regierung eingesetzt wurde, ordnete Zhao die Verwaltung der tibetischen Gebiete neu, u. a. indem er die tibetischen Kreise östlich Lhasas in der Sonderverwaltungszone Xikang zusammenfasste.
Die Behörden der Republik China bereiteten ab 1927 den Umbau der Sonderverwaltungszone in eine Provinz vor, doch die große Zerrissenheit des von Kriegsherren ('Warlords') beherrschten China verhinderten hier wohl größere administrative Fortschritte. Obwohl Xikang im Jahre 1939 der Status einer regulären chinesischen Provinz verliehen wurde – mit dem Verwaltungssitz in Kangding  (Chin. "Kham stabilisieren"), dem tibetischen Dartsedo bzw. chin. Dajianlu (alte Schreibweise Tatsienlu) – war die behördliche Autorität über große Strecken lediglich nominell, insbesondere in den Gebieten nahe dem Jangtsekiang oder westlich davon. Doch auch der Einfluss der Regierung in Lhasa nahm östlich des Tanggula-Passes (etwa 92. Längengrad) stark ab und war eher nominell als real. Nach Gründung der VR China wurde die Provinz Xikang 1955 aufgelöst und der kulturell stärker tibetisch geprägte Westen der Provinz Tibet (ab 1965 AGT, Autonomes Gebiet Tibet) zugeschlagen, während der Osten in die Provinz Sichuan eingegliedert wurde.